# Prix LFPP
 (janvier 2016).
Si vous disposez d'ouvrages ou d'articles de référence ou si vous connaissez des sites web de qualité traitant du thème abordé ici, merci de compléter l'article en donnant les références utiles à sa vérifiabilité et en les liant à la section « Notes et références ».
Les Prix LFPP (en portugais Premios de la Liga Portuguesa de Futebol Profissional) sont les premières distinctions à caractère officiel décernées par la Ligue de Football Professionnel au Portugal. La LFPP est un organisme placé sous l'égide de la Fédération portugaise de football.

## Histoire
Les Prix LFPP ont été créés lors de la saison 2005–06 pour récompenser les meilleurs joueurs et entraîneurs du championnat du Portugal de première et deuxième division.

## Palmarès

### Saison 2005-2006
| Catégorie                                | Liga betandwin   | Liga betandwin    |
| Catégorie                                | Lauréat          | Équipe            |
| ---------------------------------------- | ---------------- | ----------------- |
| Meilleur joueur1                         | Ricardo Quaresma | FC Porto          |
| Meilleur entraîneur1                     | Co Adriaanse     | FC Porto          |
| Entraîneur révélation1                   | Paulo Bento      | Sporting Portugal |
| Note1: Prix remis pour la première fois. |                  |                   |

### Saison 2006-2007
| Catégorie                                | Bwin Liga          | Bwin Liga          |
| Catégorie                                | Lauréat            | Équipe             |
| ---------------------------------------- | ------------------ | ------------------ |
| Meilleur joueur                          | Simão Sabrosa      | Benfica Lisbonne   |
| Joueur révélation1                       | Miguel Veloso      | Sporting Portugal  |
| Meilleur entraîneur                      | Jesualdo Ferreira  | FC Porto           |
| Entraîneur révélation                    | Daúto Faquirá (pt) | Estrela da Amadora |
| Note1: Prix remis pour la première fois. |                    |                    |

### Saison 2007-2008
| Catégorie             | Bwin Liga         | Bwin Liga       |
| Catégorie             | Lauréat           | Équipe          |
| --------------------- | ----------------- | --------------- |
| Meilleur joueur       | Lisandro López    | FC Porto        |
| Joueur révélation     | Eduardo           | Vitória Setúbal |
| Meilleur entraîneur   | Jesualdo Ferreira | FC Porto        |
| Entraîneur révélation | Prix non remis.   | Prix non remis. |

### Saison 2008-2009
| Catégorie             | Liga Sagres       | Liga Sagres  |
| Catégorie             | Lauréat           | Équipe       |
| --------------------- | ----------------- | ------------ |
| Meilleur joueur       | Bruno Alves       | FC Porto     |
| Joueur révélation     | Hulk              | FC Porto     |
| Meilleur entraîneur   | Jesualdo Ferreira | FC Porto     |
| Entraîneur révélation | Jorge Costa       | SC Olhanense |

### Saison 2009-2010
| Catégorie             | Liga Sagres       | Liga Sagres          |
| Catégorie             | Lauréat           | Équipe               |
| --------------------- | ----------------- | -------------------- |
| Meilleur joueur       | David Luiz        | Benfica Lisbonne     |
| Joueur révélation     | Fábio Coentrão    | Benfica Lisbonne     |
| Meilleur entraîneur   | Jorge Jesus       | Benfica Lisbonne     |
| Entraîneur révélation | André Villas-Boas | Académica de Coimbra |

### Saison 2010-2011
| Catégorie                                | Liga ZON Sagres   | Liga ZON Sagres  | Liga Orangina1   | Liga Orangina1 |
| Catégorie                                | Lauréat           | Équipe           | Lauréat          | Équipe         |
| ---------------------------------------- | ----------------- | ---------------- | ---------------- | -------------- |
| Meilleur joueur                          | Hulk              | FC Porto         | Miguel Rosa (en) | CF Belenenses  |
| Joueur révélation                        | Nicolás Gaitán    | Benfica Lisbonne | Luís Neto        | Varzim SC      |
| Meilleur gardien1                        | Helton            | FC Porto         | Paulo Lopes      | CD Feirense    |
| Meilleur entraîneur                      | André Villas-Boas | FC Porto         | Paulo Alves      | Gil Vicente    |
| Note1: Prix remis pour la première fois. |                   |                  |                  |                |

### Saison 2011-2012
| Catégorie           | Liga ZON Sagres | Liga ZON Sagres   | Liga Orangina    | Liga Orangina    |
| Catégorie           | Lauréat         | Équipe            | Lauréat          | Équipe           |
| ------------------- | --------------- | ----------------- | ---------------- | ---------------- |
| Meilleur joueur     | Hulk            | FC Porto          | Licá             | GD Estoril-Praia |
| Joueur révélation   | James Rodríguez | FC Porto          | Miguel Rosa (en) | CF Belenenses    |
| Meilleur gardien    | Rui Patrício    | Sporting Portugal | Vagner           | GD Estoril-Praia |
| Meilleur entraîneur | Vítor Pereira   | FC Porto          | Marco Silva      | GD Estoril-Praia |

### Saison 2012-2013
| Catégorie           | Liga ZON Sagres | Liga ZON Sagres      | Liga de Honra         | Liga de Honra       |
| Catégorie           | Lauréat         | Équipe               | Lauréat               | Équipe              |
| ------------------- | --------------- | -------------------- | --------------------- | ------------------- |
| Meilleur joueur     | Nemanja Matić   | Benfica Lisbonne     | Miguel Rosa (en)      | Benfica Lisbonne B  |
| Joueur révélation   | Josué           | FC Paços de Ferreira | Bruma                 | Sporting Portugal B |
| Meilleur gardien    | Helton          | FC Porto             | Matt Jones (en)       | CF Belenenses       |
| Meilleur entraîneur | Vítor Pereira   | FC Porto             | Mitchell van der Gaag | CF Belenenses       |

### Saison 2013-2014
| Catégorie           | Liga ZON Sagres  | Liga ZON Sagres   | Liga Revolução Cabovisão | Liga Revolução Cabovisão |
| Catégorie           | Lauréat          | Équipe            | Lauréat                  | Équipe                   |
| ------------------- | ---------------- | ----------------- | ------------------------ | ------------------------ |
| Meilleur joueur     | Enzo Pérez       | Benfica Lisbonne  | Jorge Pires (en)         | Moreirense FC            |
| Joueur révélation   | William Carvalho | Sporting Portugal | Bernardo Silva           | Benfica Lisbonne B       |
| Meilleur gardien    | Jan Oblak        | Benfica Lisbonne  | Quim                     | CD Aves                  |
| Meilleur entraîneur | Jorge Jesus      | Benfica Lisbonne  | Miguel Leal (pt)         | FC Penafiel              |

### Saison 2014-2015
| Catégorie           | Liga NOS      | Liga NOS         | Liga Revolução Cabovisão | Liga Revolução Cabovisão |
| Catégorie           | Lauréat       | Équipe           | Lauréat                  | Équipe                   |
| ------------------- | ------------- | ---------------- | ------------------------ | ------------------------ |
| Meilleur joueur     | Jonas         | Benfica Lisbonne | Tozé Marreco             | CD Tondela               |
| Joueur révélation   | Óliver Torres | FC Porto         | Gonçalo Guedes           | Benfica Lisbonne B       |
| Meilleur gardien    | Júlio César   | Benfica Lisbonne | Quim                     | CD Aves                  |
| Meilleur entraîneur | Jorge Jesus   | Benfica Lisbonne | Vítor Oliveira (en)      | CF União                 |

## Statistiques

### Lauréats de plusieurs Prix LFPP
| Rang | Lauréats          | Équipe                           | Liga NOS | Liga NOS | Liga NOS | Liga NOS | Liga NOS | Liga Cabovisão | Liga Cabovisão | Liga Cabovisão | Liga Cabovisão | Total |
| Rang | Lauréats          | Équipe                           | MJ       | JR       | MG       | ME       | ER       | MJ             | JR             | MG             | ME             | Total |
| ---- | ----------------- | -------------------------------- | -------- | -------- | -------- | -------- | -------- | -------------- | -------------- | -------------- | -------------- | ----- |
| 1    | Hulk              | FC Porto                         | 2        | 1        | 0        | 0        | 0        | 0              | 0              | 0              | 0              | 3     |
| 1    | Jesualdo Ferreira | FC Porto                         | 0        | 0        | 0        | 3        | 0        | 0              | 0              | 0              | 0              | 3     |
| 1    | Jorge Jesus       | Benfica Lisbonne                 | 0        | 0        | 0        | 3        | 0        | 0              | 0              | 0              | 0              | 3     |
| 1    | Miguel Rosa (en)  | CF Belenenses Benfica Lisbonne B | 0        | 0        | 0        | 0        | 0        | 2              | 1              | 0              | 0              | 3     |
| 5    | André Villas-Boas | Académica de Coimbra FC Porto    | 0        | 0        | 0        | 1        | 1        | 0              | 0              | 0              | 0              | 2     |
| 5    | Vítor Pereira     | FC Porto                         | 0        | 0        | 0        | 2        | 0        | 0              | 0              | 0              | 0              | 2     |
| 5    | Helton            | FC Porto                         | 0        | 0        | 2        | 0        | 0        | 0              | 0              | 0              | 0              | 2     |
| 5    | Quim              | CD Aves                          | 0        | 0        | 0        | 0        | 0        | 0              | 0              | 2              | 0              | 2     |